# Хеєшть
Хеєшть, Хеєшті (рум. Hăiești) — село у повіті Горж в Румунії. Входить до складу комуни Сечелу.
Село розташоване на відстані 213 км на захід від Бухареста, 21 км на схід від Тиргу-Жіу, 85 км на північ від Крайови.

## Населення
За даними перепису населення 2002 року у селі проживали 284 особи, усі — румуни. Усі жителі села рідною мовою назвали румунську.